# 540年
| 千纪： | 1千纪                                                                                           |
| 世纪： | 5世纪 \| 6世纪 \| 7世纪                                                                         |
| 年代： | 510年代 \| 520年代 \| 530年代 \| 540年代 \| 550年代 \| 560年代 \| 570年代                       |
| 年份： | 535年 \| 536年 \| 537年 \| 538年 \| 539年 \| 540年 \| 541年 \| 542年 \| 543年 \| 544年 \| 545年 |
| 纪年： | 庚申年（猴年）；南朝梁大同六年；高昌章和十年；东魏兴和二年；西魏大统六年；新罗建元五年          |

## 大事记
- 西魏文帝元寶炬秘令出家的乙弗皇后蓄髮以便以後迎回宮中，引起郁久閭皇后不滿，導致柔然再次進犯，不得不迫使賜乙弗皇后自盡，同年郁久閭皇后亦難產而死。
- 拜占庭帝國將軍貝利薩留攻下東哥特王國的首都拉文納，俘獲東哥特王國國王維蒂吉斯。
- 拜占庭帝國與波斯薩珊王朝再次爆發戰爭，東哥特王國新王托提拉對拜占庭帝國軍隊發起反攻。
- 印度笈多王朝可能在這一年結束（也多有535年的說法）。

## 逝世
- 乙弗皇后，西魏文帝元寶炬的皇后，西魏廢帝元欽之母。
- 郁久閭皇后，西魏文帝元寶炬的皇后，柔然可汗阿那瓌長女。